# Mellen (Wisconsin)
Mellen ist eine Kleinstadt (mit dem Status „City“) im Ashland County im US-amerikanischen Bundesstaat Wisconsin. Im Jahr 2010 hatte Mellen 731 Einwohner.

## Geografie
Mellen liegt im Norden Wisconsins, beiderseits des Bad River. Der Fluss mündet rund 30 km nördlich in den Oberen See, den größten der fünf Großen Seen. Das Stadtgebiet erstreckt sich über eine Fläche von 4,84 km².
Etwa 3 km nördlich beginnt das Gebiet des Copper Falls State Park. Wenige Kilometer südlich, südwestlich und westlich liegt der Chequamegon-Nicolet National Forest.
Benachbarte Orte von Mellen sind Upson (21,9 km ostnordöstlich), Glidden (25,7 km südsüdöstlich), Clam Lake (31,5 km südwestlich) und Highbridge (10,2 km nordwestlich).
Die nächstgelegenen größeren Städte sind Green Bay (372 km südöstlich), Eau Claire (240 km südsüdwestlich), Minnesotas größte Stadt Minneapolis (318 km südwestlich), Duluth in Minnesota (146 km westnordwestlich) und Thunder Bay in der kanadischen Provinz Ontario (450 km nordnordöstlich).
Die Grenze zu Kanada befindet sich rund 400 km nördlich.

## Verkehr
In Mellen treffen die State Trunk Highways 13, 77 und 169 zusammen. Alle weiteren Straßen sind untergeordnete Landstraßen, teils unbefestigte Fahrwege oder innerörtliche Verbindungsstraßen.
Durch Mellen verläuft eine Eisenbahnstrecke der früheren Wisconsin Central, die heute zur Canadian National Railway gehört.
Mit dem John F. Kennedy Memorial Airport in Ashland befindet sich 39,3 km nordwestlich ein kleiner Flugplatz. Die nächstgelegenen Verkehrsflughäfen sind der Central Wisconsin Airport in Wausau (241 km südsüdöstlich) und der Duluth International Airport (155 km westnordwestlich) sowie der größere Minneapolis-Saint Paul International Airport (325 km südwestlich).

## Bevölkerung
Nach der Volkszählung im Jahr 2010 lebten in Mellen 731 Menschen in 337 Haushalten. Die Bevölkerungsdichte betrug 151 Einwohner pro Quadratkilometer. In den 337 Haushalten lebten statistisch je 2,08 Personen.
Ethnisch betrachtet setzte sich die Bevölkerung zusammen aus 97,1 Prozent Weißen, 0,3 Prozent Afroamerikanern, 1,2 Prozent amerikanischen Ureinwohnern, 0,1 Prozent (eine Person) Asiaten sowie 0,3 Prozent aus anderen ethnischen Gruppen; 1,0 Prozent stammten von zwei oder mehr Ethnien ab. Unabhängig von der ethnischen Zugehörigkeit waren 1,6 Prozent der Bevölkerung spanischer oder lateinamerikanischer Abstammung.
20,7 Prozent der Bevölkerung waren unter 18 Jahre alt, 57,1 Prozent waren zwischen 18 und 64 und 22,2 Prozent waren 65 Jahre oder älter. 50,6 Prozent der Bevölkerung war weiblich.
Das mittlere jährliche Einkommen eines Haushalts lag bei 39.306 USD. Das Pro-Kopf-Einkommen betrug 19.229 USD. 12,5 Prozent der Einwohner lebten unterhalb der Armutsgrenze.

## Bekannte Bewohner
- Bernard J. Gehrmann (1880–1958) – Abgeordneter der Wisconsin Progressive Party im US-Repräsentantenhaus (1935–1943)[4] – lebte und wirkte viele Jahre in Mellen und ist dort beigesetzt[5]